# قرار مجلس الأمن التابع للأمم المتحدة رقم 1166
قرار مجلس الأمن التابع للأمم المتحدة رقم 1166، الذي تم تبنيه بالإجماع في 13 مايو 1998، بعد التذكير بالقرار 827 (1993)، أنشأ المجلس غرفة محاكمة ثالثة في المحكمة الجنائية الدولية ليوغوسلافيا السابقة.
ومجلس الأمن مقتنع بأن محاكمة المسؤولين عن انتهاكات القانون الإنساني الدولي في يوغوسلافيا السابقة ستسهم في صون السلام في المنطقة. كما أقر بالحاجة إلى زيادة عدد قضاة المحاكمة والدوائر في المحكمة الجنائية الدولية ليوغوسلافيا السابقة لمحاكمة العدد الكبير من الأشخاص الذين ينتظرون المحاكمة. [بحاجة لمصدر] وبموجب الفصل السابع من ميثاق الأمم المتحدة، أنشأ المجلس دائرة محاكمة ثالثة في المحكمة الجنائية الدولية ليوغوسلافيا السابقة وقرر انتخاب ثلاثة قضاة إضافيين في أقرب وقت ممكن للعمل في الدائرة الجديدة. وسيتم وضع قائمة بالترشيحات بين ستة وتسعة قضاة. وأخيراً، طُلب من الأمين العام كوفي عنان اتخاذ الترتيبات اللازمة لتعزيز الأداء الفعال للمحكمة الجنائية الدولية ليوغوسلافيا السابقة.

## روابط خارجية
- نص القرار في undocs.org